# Аспарухов, Георгий
Гео́ргий Аспару́хов Ра́нгелов (болг. Георги Аспарухов Рангелов; 4 мая 1943, София — 30 июня 1971) — болгарский футболист. Обладатель приза лучшего футболиста Болгарии XX века (посмертно).

## Биография
Аспарухов был нападающим футбольного клуба «Левски» с 1960 по 1961 и с 1964 по 1971, а также футбольного клуба «Ботев» (Пловдив) с 1961 по 1963. Он сыграл 247 матчей в чемпионате Болгарии и забил 150 голов.
В историю вошли матчи Кубка европейских чемпионов сезона 1965/66, когда «Левски» играл против звёздной «Бенфики», где играл Эйсебио. В первом матче в Португалии была зафиксирована ничья 2:2, а в ответном болгары проиграли со счётом 2:3. Три гола из четырёх забил Аспарухов. Португальцы хотели купить себе его, но коммунистическое правительство Болгарии не дало разрешение.
За сборную страны сыграл 50 игр, забил 19 голов, в том числе и единственный забитый болгарами на чемпионате мира 1966 года.
30 июня 1971 года Аспарухов с одноклубником Николой Котковым разбился в автокатастрофе. На его похороны пришло 550 тысяч человек.

## Статистика выступлений
| Клуб              | Сезон             | Лига | Лига | Кубок Болгарии | Кубок Болгарии | Еврокубки | Еврокубки | Итого | Итого |
| Клуб              | Сезон             | Игры | Голы | Игры           | Голы           | Игры      | Голы      | Игры  | Голы  |
| ----------------- | ----------------- | ---- | ---- | -------------- | -------------- | --------- | --------- | ----- | ----- |
| Левски            | 1959/60           | 2    | 0    | 0              | 0              | 0         | 0         | 2     | 0     |
| Левски            | 1960/61           | 14   | 3    | 1              | 0              | 0         | 0         | 15    | 3     |
| Левски            | 1961/62           | 7    | 4    | 0              | 0              | 0         | 0         | 7     | 4     |
| Левски            | Итого             | 23   | 7    | 1              | 0              | 0         | 0         | 24    | 7     |
| Ботев (Пловдив)   | 1961/62           | 14   | 5    | ?              | ?              | 0         | 0         | ?     | ?     |
| Ботев (Пловдив)   | 1962/63           | 27   | 16   | ?              | ?              | 6         | 6         | 33+   | 22+   |
| Ботев (Пловдив)   | 1963/64           | 6    | 4    | 0              | 0              | 0         | 0         | 6     | 4     |
| Ботев (Пловдив)   | Итого             | 47   | 25   | 8              | 4              | 6         | 6         | 61    | 35    |
| Левски            | 1963/64           | 22   | 15   | 5              | 6              | 0         | 0         | 27    | 21    |
| Левски            | 1964/65           | 29   | 27   | 6              | 3              | 0         | 0         | 35    | 30    |
| Левски            | 1965/66           | 22   | 13   | 0              | 0              | 4         | 5         | 26    | 18    |
| Левски            | 1966/67           | 11   | 7    | 5              | 3              | 0         | 0         | 16    | 10    |
| Левски            | 1967/68           | 25   | 14   | 2              | 1              | 2         | 2         | 29    | 17    |
| Левски            | 1968/69           | 27   | 22   | 3              | 1              | 0         | 0         | 30    | 23    |
| Левски            | 1969/70           | 24   | 12   | 3              | 2              | 4         | 3         | 31    | 17    |
| Левски            | 1970/71           | 16   | 8    | 2              | 0              | 2         | 2         | 20    | 10    |
| Левски            | Итого             | 176  | 118  | 26             | 16             | 12        | 12        | 214   | 146   |
| Всего за «Левски» | Всего за «Левски» | 199  | 125  | 27             | 16             | 12        | 12        | 238   | 153   |
| Всего за карьеру  | Всего за карьеру  | 246  | 150  | 35             | 20             | 18        | 18        | 299   | 188   |

- Чемпионат Болгарии — 245 матчей, 150 голов — 200/125 за «Левски», 47/25 за «Ботев»
- Кубок Болгарии — 35 матчей, 20 голов — 27/16 за «Левски», 8/4 за «Ботев»
- Всего на клубном уровне — 326 матчей, 209 голов
- Еврокубки — 18 матчей, 17 голов — КЕЧ-7, КОК-10
- Международные клубные турниры — 35 матчей, 23 голов — 32/20 за «Левски», 3/3 за «Ботев»
- Дебют — «Левски» против «Локомотива» (София) — 22 сентября 1960
- Последний матч — «Левски» против ЦСКА — 28 июня 1971
- Первый гол — за «Левски» против Ботева (1:1) — 28 сентября 1960
- Последний гол — за «Левски» против Этара — 13 июня 1971
- Первый матч за сборную — 6 мая 1962 против Австрии
- Последний матч за сборную — 12 июня 1970 против Марокко

## Награды и достижения
- Чемпион Болгарии — 3 раза, 1965, 1968 и 1970 с «Левски»
- Обладатель Кубка Болгарии — 4 раза, 1962 с «Ботевом», 1968, 1970, 1971 (посмертно) с «Левски»
- Участник чемпионата мира — 3 раза, 1962, 1966 и 1970
- Лучший бомбардир Чемпионат Болгарии — 1964—1965 — 27 голов
- Спортсмен года Болгарии — 1965
- Футболист года в Болгарии — 1965
- Обладатель Народного ордена Труда
- Заслуженный мастер спорта
- Обладатель приза Fairplay (посмертно) — 1999
- 8-е место в рамках премии ФИФА Золотой мяч — 1965
- Лучший футболист Болгарии в XX веке (посмертно) — 1999
- Орден «Стара-планина» I степени (посмертно) — 2014[3]